# Tir aux Jeux olympiques d'été de 1976
Navigation
Munich 1972 Moscou 1980
Sept épreuves de tir sportif sont disputées à l'occasion des Jeux olympiques d'été de 1976. Les tireurs est-allemands terminent à la première place du classement des médailles. Pour la première fois, une femme remporte une médaille dans une épreuve mixte : l'Américaine Margaret Murdock.

## Tableau des médailles
| Rang | Pays                 | Médaille d'or | Médaille d'argent | Médaille de bronze | Total |
| 1    | Allemagne de l'Est   | 2             | 2                 | 0                  | 4     |
| 2    | États-Unis           | 2             | 1                 | 0                  | 3     |
| 3    | Allemagne de l'Ouest | 1             | 1                 | 1                  | 3     |
| 3    | Union soviétique     | 1             | 1                 | 1                  | 3     |
| 5    | Tchécoslovaquie      | 1             | 0                 | 0                  | 1     |
| 6    | Pays-Bas             | 0             | 1                 | 0                  | 1     |
| 6    | Portugal             | 0             | 1                 | 0                  | 1     |
| 8    | Italie               | 0             | 0                 | 2                  | 2     |
| 8    | Pologne              | 0             | 0                 | 2                  | 2     |
| 10   | Autriche             | 0             | 0                 | 1                  | 1     |

## Résultats
Toutes les épreuves sont mixtes.
| Épreuves                      | Or                               | Argent                      | Bronze                       |
| 50 m carabine trois positions | Lanny Bassham 1162 pts. (RM, RO) | Margaret Murdock 1162 pts.  | Werner Seibold 1160 pts.     |
| Carabine tir couché à 50 m    | Karlheinz Smieszek 599 pts.      | Ulrich Lind 597 pts.        | Gennadi Lushchikov 595 pts.  |
| Pistolet à 50 m               | Uwe Potteck 573 pts.             | Harald Vollmar 567 pts.     | Rudolf Dollinger 562 pts.    |
| Pistolet feu rapide à 25 m    | Norbert Klaar 597 pts.           | Jürgen Wiefel 596 pts.      | Roberto Ferraris 595 pts.    |
| Fosse olympique               | Donald Haldeman 190 pts.         | Armando Marques 189 pts.    | Ubaldesco Baldi 189 pts.     |
| Skeet                         | Josef Panáček 198 pts.           | Eric Swinkels 198 pts.      | Wiesław Gawlikowski 196 pts. |
| 50 m cible mobile             | Aleksandr Gazov 579 pts.         | Aleksandr Kedyarov 576 pts. | Jerzy Greszkiewicz 571 pts.  |